# Tarzy
Tarzy je francouzská obec v departementu Ardensko v regionu Grand Est. V roce 2011 zde žilo 141 obyvatel.

## Sousední obce
Antheny, Auge, Fligny, Neuville-lez-Beaulieu, Signy-le-Petit,

## Vývoj počtu obyvatel
Počet obyvatel 